# Семенцево (Кудрявцевське сільське поселення)
Семенцево (Кудрявцевське СП) (рос. Семенцево) — присілок в Торопецькому районі Тверської області Російської Федерації.
Населення становить 24 особи. Входить до складу муніципального утворення Кудрявцевське сільське поселення.

## Історія
Від 2005 року входить до складу муніципального утворення Кудрявцевське сільське поселення.

## Населення
| 2010 |
| ---- |
| 24   |